# Måne

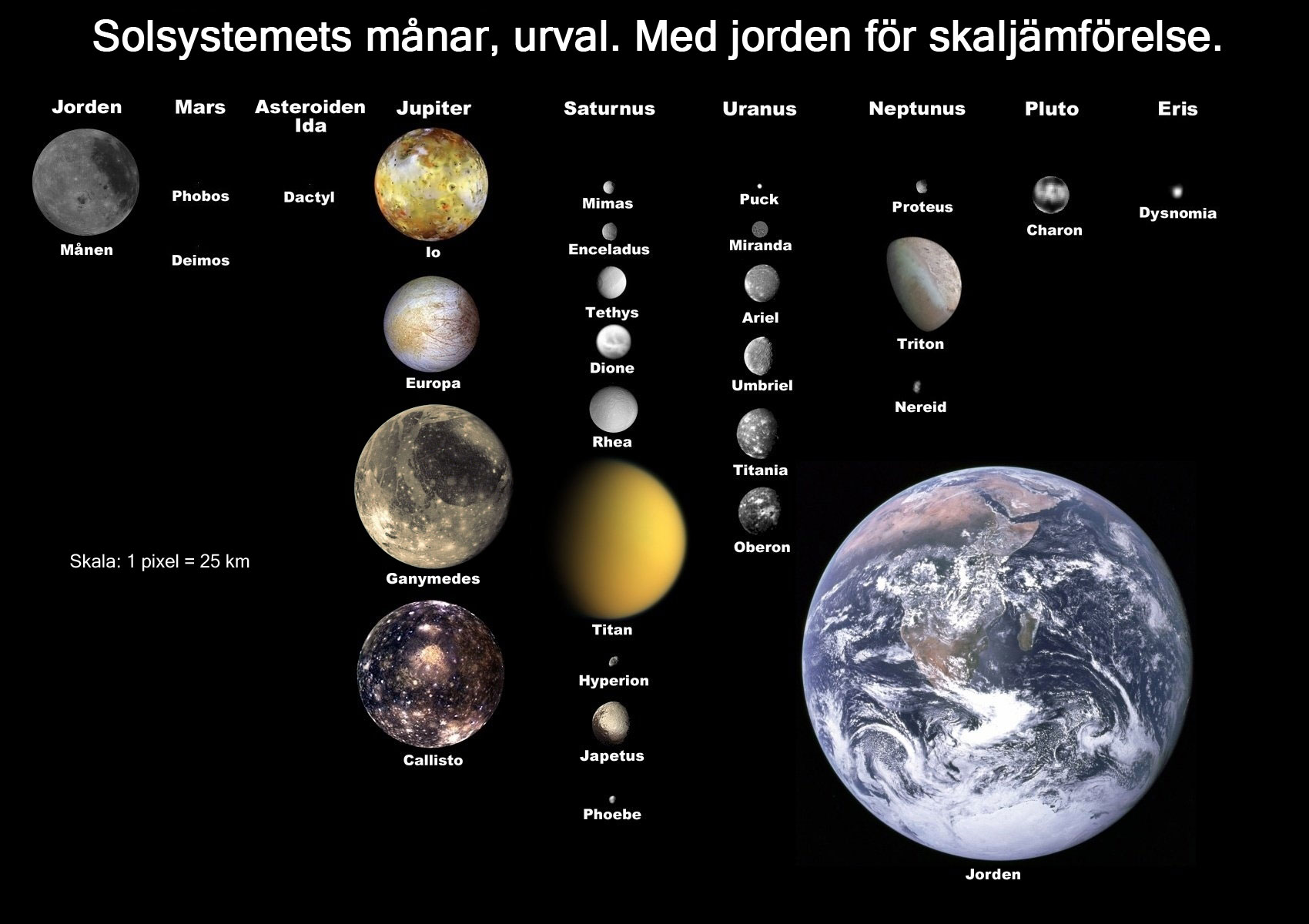
Några månar i solsystemet i skala till vår måne

En måne, naturlig satellit eller drabant är en himlakropp som kretsar kring en planet eller en asteroid i ett solsystem. Ordet i bestämd form – månen – avser planeten jordens måne. Det finns inte i något fall belagt att någon måne har egna månar. De flesta stora månar i solsystemet är bundna i synkron rotation med en och samma sida vänd mot planeten. Ett exempel på en måne som inte beter sig på detta vis är Hyperion som roterar kaotiskt kring Saturnus.
En asteroidmåne är en måne som kretsar kring en asteroid.
En måne kan ha bildats samtidigt som moderplaneten eller senare infångats av planetens gravitationskraft. I solsystemet finns i nuläget 288 månar runt sex av de åtta planeterna: 
- Jorden – månen
- Mars – Phobos och Deimos
- Jupiter – Ganymedes (som är solsystemets största måne), Io, Europa, Callisto och 91 andra kända månar[2]
- Saturnus – Titan (den enda månen i solsystemet som har en tät atmosfär), Rhea, Enceladus, Dione, Tethys, Hyperion, Japetus och 139 andra kända månar[3]
- Uranus – Titania, Oberon, Ariel, Umbriel, Miranda och 23 andra kända månar[4]
- Neptunus – Triton och 15 andra kända månar[5]

Runt dvärgplaneten Pluto känner man till fem månar: Charon, Nix, Hydra, Kerberos och Styx. Charon och Pluto kallas ibland för en dubbel-dvärgplanet. Charon visar alltid samma sida mot Pluto och Pluto visar alltid samma sida mot Charon.
Även asteroider har månar. Sonden Galileo tog 1993 de första bilderna på Dactyl som är en måne till asteroiden 243 Ida. Astronomerna känner nu (januari 2024) till mer än 500 asteroider och transneptunska objekt runt vilka det kretsar månar.